# Nina Morena
Nina Morena Pêra Motta (Rio de Janeiro, 30 de junho de 1980) é uma atriz brasileira.

## Biografia
É filha da atriz Marília Pêra e do compositor Nelson Motta.
Se formou em 2000, em Nova York, na instituição de ensino Lee Strasberg Theatre and Film Institute.
Também atuou em Lisboa, na peça Aonde está você Agora?
Participou da peça A filha da..., com sua mãe.
No cinema, protagonizou Um Romance de Geração e participou dos longas Mulheres do Brasil e Power Play, em Los Angeles.
Nina interpretou três papéis diferentes em A Grande Família, onde fez pequenas participações em 2004 como Camille e em 2010 como Martinha. Somente em 2011 conseguiu um personagem fixo, dessa vez na pele de Danielle.
Entre 2015 e 2016, participou da telenovela Cúmplices de um Resgate, interpretando Flora Cruz.

## Filmografia

### Televisão
| Ano       | Título                           | Papel               | Emissora   |
| --------- | -------------------------------- | ------------------- | ---------- |
| 2004      | Um Só Coração                    | Odila               | Rede Globo |
| 2004      | A Grande Família                 | Camille             | Rede Globo |
| 2006-2007 | Páginas da Vida                  | Vanda (Vandinha)    | Rede Globo |
| 2008      | Os Mutantes: Caminhos do Coração | Zaíra               | RecordTV   |
| 2009      | Quase Anônimos                   | Malu                | Multishow  |
| 2010      | A Grande Família                 | Martinha            | Rede Globo |
| 2011      | Por Toda Minha Vida              | Sandra Pêra         | Rede Globo |
| 2011      | Bicicleta e Melancia             | Tânia               | Multishow  |
| 2011-2013 | A Grande Família                 | Danielle da Padaria | Rede Globo |
| 2015-2016 | Cúmplices de um Resgate          | Flora Cruz          | SBT        |
| 2018      | Sob Pressão                      | Ana Oliveira        | Rede Globo |
| 2019      | Psi                              | Angélica Prata      | HBO Brasil |
| 2019      | Aruanas                          | Mariana Moraes      | Globoplay  |

### Cinema
| Ano  | Título                | Papel      |
| ---- | --------------------- | ---------- |
| 2003 | Uma Estrela pra Ioiô  | Nina       |
| 2009 | Um Romance de Geração | jornalista |

### Teatro
| Ano  | Título                                |
| ---- | ------------------------------------- |
| 2005 | A Incrível Confeitaria do Sr. Pellica |
| 2011 | Terror                                |
| 2012 | JT - Um conto de fadas punk           |